# Devara
Devara là một chi bướm đêm thuộc họ Geometridae.